# Медунишки-Мале
Медунишки-Мале (пол. Mieduniszki Małe, нім. Klein Medunischken, 1938-1945 Medunen) — село у Ґолдапському повіті Вармінсько-Мазурського воєводства. Адміністративно підпорядковане ґміні Бане-Мазурське.
Населення — 130 осіб.
Від 1975 року до адміністративно-територіальної реформи 1998 року належало до Сувалцького воєводства.